# وثيقة سفر بعثة الأمم المتحدة
وثيقة سفر بعثة الأمم المتحدة هي وثيقة جواز سفر يستخدمها سكان كوسوفو للسفر إلى الخارج [a]، بالذات الذبن لم يتمكنوا من الحصول على جواز سفر من يوغوسلافيا. صدرت الوثيقة من قبل بعثة الأمم المتحدة من عام 2000  إلى 2008 . وبعد أن بدأت حكومة كوسوفو بإصدار جوازات سفر خاصة بها، توقفت بعثة الأمم المتحدة من إصدار جوازات السفر.